# Пайя, Освальдо
Освальдо Пайя (Освальдо Пая, Oswaldo Payá, 29 февраля 1952, Гавана, Куба — 22 июля 2012) — лидер кубинского христианско-демократического движения, диссидент.
В 2002 году был инициатором сбора подписей под петицией о референдуме по вопросу отмены однопартийности на Кубе (проект «Варела»). Эта петиция стала первой оппозиционной акцией, распространившейся по всей кубинской территории. Всего было собрано более 30 тысяч подписей. Референдум не проводился.
Лауреат премии Сахарова за свободу мысли. Его кандидатуру также дважды выдвигали на Нобелевскую премию мира.
Погиб в автокатастрофе возле города Баямо во время посещения провинции Гранма .